# Kailarsenia hygrophila
Kailarsenia hygrophila là một loài thực vật có hoa trong họ Thiến thảo. Loài này được (Kurz) Tirveng. mô tả khoa học đầu tiên năm 1983.